# Disney Tales of Magic
Disney Tales of Magic est un spectacle nocturne du parc Disneyland à Disneyland Paris, présenté tous les soirs, à l'horaire de fermeture du parc depuis le 10 janvier 2025.
Succédant à Disney Dreams! (2012–2017 / 2023–2024) et Disney Illuminations (2017–2023 / 2023–2025),  ce spectacle se sert de différentes techniques : projections sur le château et sur les façades de Main Street, USA, lasers, fontaines, effets pyrotechniques, feux d'artifice et drones. L'intégration de la zone Main Street, USA dans le champ du spectacle est la principale évolution de ce spectacle.
Conçu par Tim Lutkin et les équipes parisiennes de Disney Live Entertainment, Disney Tales of Magic est un spectacle exclusif à Disneyland Paris.